# Irina Shayk
Irina Shayk (en rus: Ирина Шейк), nascuda Irina Valérievna Xaikhlislàmova (rus: Ирина Валерьевна Шайхлисламова; Iemanjelinsk, Unió Soviètica, 6 de gener de 1986) és una model i actriu russa. Es feu conèixer pel seu treball a la revista Sports Illustrated des de l'any 2007 i sent la portada d'aquesta l'any 2011, a més de nombroses campanyes de signatures comercials i dissenyadors, així com portades i editorials de les millors revistes de moda del planeta.
Va ser la parella de l'actor Bradley Cooper, amb qui té una filla Lea De Seine, del 2015 al 2019.

## Biografia
Irina Shayk és filla de pare tàrtar i mare d'ètnia russa. Ella diu que va heretar un aspecte inusual del seu pare, la gent sol pensar que és sud-americana. "El meu pare era de pell fosca, perquè era tàrtar, i de vegades els tàrtars poden semblar brasilers", diu ella. "Tinc els ulls clars de la meva mare". La seva vida va canviar quan acompanyava la seva germana Tatiana a una escola de models, la seva bellesa i carisma no van passar desapercebuts a l'edat de divuit anys.
Va guanyar Miss Cheliábinsk 2004 i algú li va recomanar que es dediqués professionalment a la moda. Un any més tard ja treballava a París. Poc temps després va signar un contracte amb l'agència Elite Barcelona i el 2007 es va convertir en una nova rookie de la revista Sport Illustrated Swimsuit. Des de llavors ha protagonitzat diverses portades i campanyes publicitàries per Guess, Lacoste i La Perla. Entre 2007 i 2009 va ser la imatge i ambaixadora oficial de la italiana Intimissimi, mentre que Kanye West la va nomenar en la seva cançó Christian Dior denim flow: «I'm wyling, I'm on a thousand...I wanna see Irina Shayk next to Doutzen».
El 2011, durant l'emissió del talk xou de David Letterman, es va anunciar que seria la primera russa portada de la revista Sport Illustrated Swimsuit.
Des de 2007 Irina va ser en la portada de Doble ela (Espanya), Harper's Bazaar (Mèxic, Aràbia, Ucraïna), Cosmopolitan (Espanya, Itàlia, Portugal), Tatler (Rússia), Amica (Itàlia), S Moda, Marie Claire (Ucraïna, Espanya), The Sunday Times Style (Regne Unit), GQ, Esquire (Regne Unit), Jo Dona, per exemple. Ha treballat amb Cessés Paciotti, Beach Bunny el 2009, amb Replay i XTI el 2011. El 2012 va treballar amb Morellato, Aigua Beneïda i Blanco. Va fer editorials per Vanity Fair (Itàlia), Doble ela (Itàlia), Vogue (Mèxic) i V Magazine (Espanya). També va participar com Mila Belova, personatge del videojoc de 2011 Need for Speed: The Run.[cita  The New York Observer va informar al setembre de 2010 que va comprar un apartament per 2 milions de dòlars en West Village.
El 2010 va començar una relació sentimental amb el davanter del Reial Madrid Cristiano Ronaldo, fins al 14 de gener de 2015, dia en el qual Cristiano va confirmar l'acabament de la seva relació a la premsa.
Des de principis del 2015 fins 2019 va mantenir una relació amb l'actor estatunidenc Bradley Cooper. Irina i Bradley van tenir una filla.

## Trajectòria[calcitació]
| Revistes             | Premsa             | Catàlegs              |
| -------------------- | ------------------ | --------------------- |
| GQ South Africa      | Daily News         | Armani Exchange       |
| Ocean Drive          | Belles Rebelles    | Victoria's Secret     |
| Vogue Latinamérica   | Entertaiment Today | Lacoste               |
| 10 Years Celebrating | Fashion Fame       | Guess By: Marcià      |
| About Face           | Fashion Indie      | Intimissimi           |
| Woman                | Global Grind       | Beach Bunny           |
| Vanity Fair Italy    | Huffington Post    | 4US Cessés Paciotti   |
| Italian Doble ela 01 | Lost of Secrets    | Germaine De Capuccini |
| Italian Doble ela 02 | Modelinia 01       | La Perla              |
| View of the Times    | Modelinia 02       | El Corte Inglés       |
| V Magazine           | Modelinia 04/2010  | XTI Footwear          |
| In Look              | Pop Sugar          | Otto                  |
| La Confidential      | Ok Magazine        | 3 Suisses             |
| Paris Capitale       | Socialite Life     | John John Denim       |
| Jalouse              | Star Premi         | Triumph               |
| Marie Claire France  | TMZ                | Luli Fama             |
| Bolero               | Style.com          | Ory                   |
| Twelve Screening     | Avon               |                       |
| Las Vegas Sun        |                    |                       |
| Fox New York         |                    |                       |
| Sex and the City 2   |                    |                       |
| Scandalous City      |                    |                       |

## Filmografia
Pel·lícules
- 2014: Hercules, de Brett Ratner
- 2016: Inside Amy Schumer, d'Amy Schumer

Videoclips
- 2010: "Power", de Kanye West
- 2014: "Yo también", de Romeo Santos feat. Marc Anthony